# Lasioglossum oraniense
Lasioglossum oraniense là một loài Hymenoptera trong họ Halictidae. Loài này được Blüthgen mô tả khoa học năm 1930.